# ادوارد لینده-لوباشنکو
ادوارد لینده-لوباشنکو (لهستانی: Edward Linde-Lubaszenko؛ زادهٔ ۲۳ اوت ۱۹۳۹) بازیگر اهل لهستان است.
از فیلم‌ها یا مجموعه‌های تلویزیونی که وی در آن‌ها نقش داشته‌است، می‌توان به قمار فوتبال، سرگذشت استاد تواردوفسکی، روزگار خوش، شخص خیلی مهم، هنرمندان، پسرها گریه نمی‌کنند، تلخ و شیرین، قرارداد، از سرزمینی دور، سربازان آزادی، قماری بالاتر از زندگی، قانون حقیقی، کارول: مردی که پاپ شد، قرارداد، در خوشی و سختی، پدر متیو، رنگ‌های خوشبختی، پرستار کودک، ع چون عشق، رز، فهرست شیندلر و خوک‌ها اشاره نمود.